# Filip Smoljak
Filip Smoljak (nar. 17. října 1965 Brandýs nad Labem) je český publicista, sociolog, marketér a aktivista. Je druhorozeným synem divadelníka a režiséra Ladislava Smoljaka. 

## Kariéra
V dětství a mládí si zahrál několik drobných rolí, často v otcových filmech. Nahrávka jeho dětské hry na rozladěný klavír je součástí představení Posel z Liptákova.
Jako jeden z dědiců autorských práv ke hrám Divadla Járy Cimrmana vede dlouhodobé spory s představiteli divadla, zejména jeho vedoucím a spoluautorem Zdeňkem Svěrákem (do své smrti roku 2019 to byl také manažer divadla Václav Kotek). Jeho aktivity budí kontroverzní reakce, Smoljak ml. tvrdí, že jako jediný hájí spravedlnost, zatímco ho mnozí obviňují, že chce na odkazu svého otce jen parazitovat. Podporu pro své snahy nemá Smoljak ani u svých sourozenců, držitelů stejného podílu autorských práv.
Ve sporu s týdeníkem Respekt a Hospodářskými novinami se u soudů domáhal omluvy a peněžité kompenzace za články, ve kterých ho Zdeněk Svěrák označil za "mstivého minoritního dědice". Senát Nejvyšího soudu vydal rozhodnutí, podle kterého byly hodnotící soudy opřené o pravdivý základ. Soud uvedl, že kritika Zdeňka Svěráka byla přiměřená, protože Filip Smoljak „záležitosti spojené s výkonem autorských práv učinil předmětem veřejné debaty, čímž vstoupil do veřejného prostoru.“
S bratrem Davidem svedl Filip Smoljak i politický boj – roku 2020 proti sobě kandidovali do Senátu v obvodě Praha 9. David Smoljak (STAN s podporou TOP a Pirátů) svůj mandát obhájil, zatímco Filip (nestraník za PRO Zdraví) nepostoupil do 2. kola.

## Filmografie
- 1978 Kulový blesk
- 1980 Vrchní, prchni – syn Pařízek
- 1982 Sněženky a machři – Ivo
- 1987 Nejistá sezóna
- 1989 Něžný barbar – student[7]